# Lò đứng

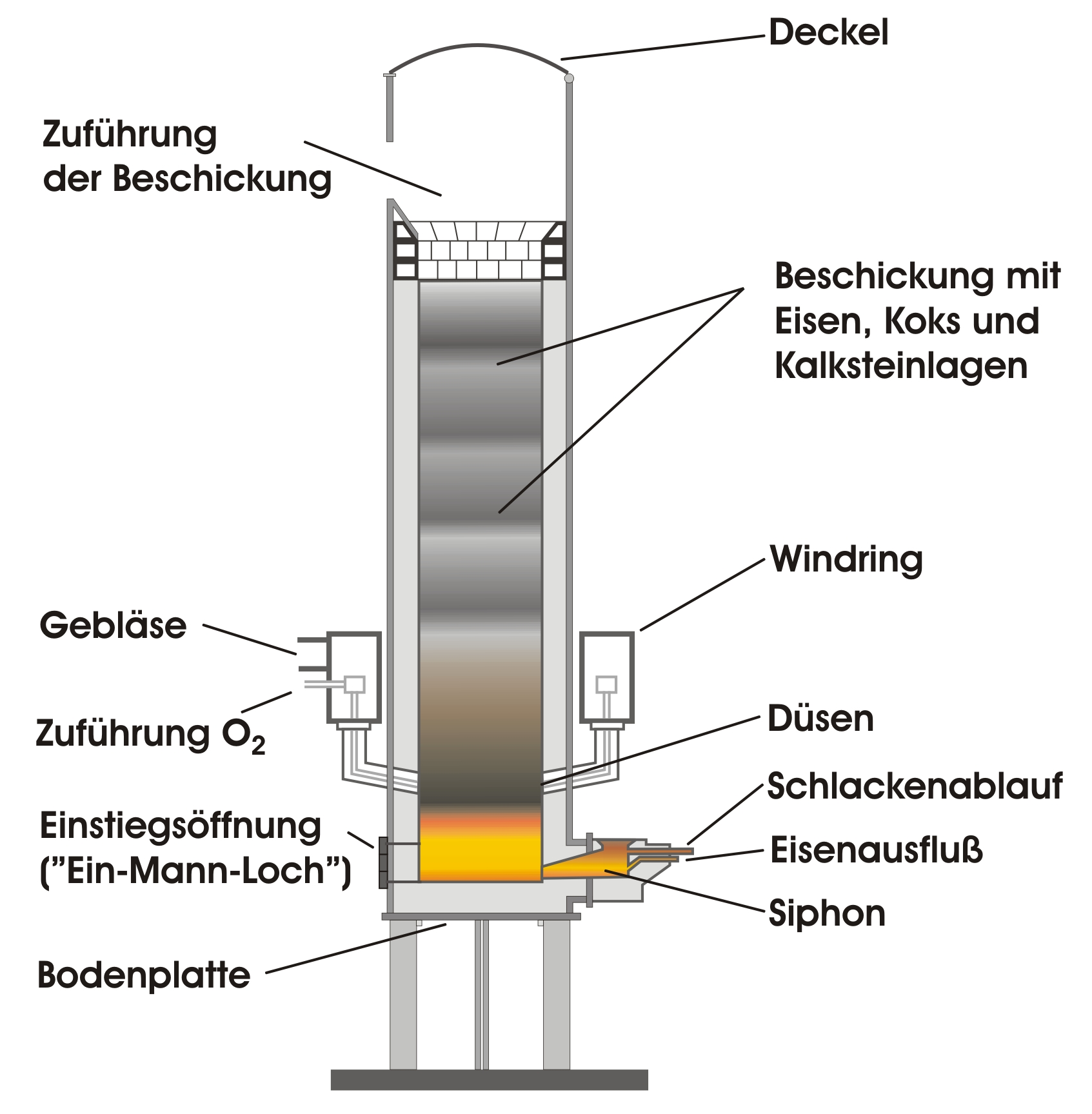
Sơ đồ lò đứng

Lò đứng là một thiết bị nấu chảy sử dụng trong các xưởng đúc hoặc để nấu chảy kim loại làm liệu nạp cho các lò khác. Nó có thể được dùng để nấu chảy gang đúc, sắt được Ni bảo vệ và một số loại đồng thanh. Nấu kim loại bằng lò đứng vẫn còn được công nhận như là quy trình nấu kim loại kinh tế nhất; phần lớn gang xám được nấu chảy theo phương pháp này.

## Kết cấu
Lò đứng có thể được làm ra với kích cỡ thực tế gần như là bất kỳ, tuy nhiên kích thước tính theo đường kính của nó có thể nằm trong khoảng 0,5 đến 4 mét (1 ft 7,7 in đến 13 ft 1,5 in) còn chiều cao có thể nằm trong khoảng 6 đến 11 mét (19,7 đến 36,1 ft). Hình dạng tổng thể của lò đứng là hình trụ và thiết bị này được xây dựng thẳng đứng, ngày nay thông thường trên một tấm đáy bằng gang đúc và thường được hỗ trợ với 4 chân đế bằng thép. Nhìn bề ngoài thì nó tương tự như một ống khói lớn.
Đáy của ống trụ này được lắp các cửa có khớp nối bản lề, có thể lật và gập xuống được để làm cho 'đáy rơi'. Khi ở vị trí khép lại thì các cửa này được đỡ bằng một cột chống. Phần đỉnh lò nơi khí thoát ra có thể để hở hoặc được lắp một nắp chụp để ngăn không cho nước mưa rơi vào lò. Để kiểm soát phát thải người ta có thể lắp một nắp chụp được thiết kế sao cho nó đẩy khí vào một thiết bị làm nguội và loại bỏ vật chất dạng hạt.
Vách lò đứng thường được làm bằng thép, được lót bằng một lớp gạch chịu lửa xây bằng vữa chịu lửa. Đáy lò được lót theo kiểu tương tự nhưng thường thì hỗn hợp đất sét và cát có thể được sử dụng, do lớp lót này chỉ là tạm thời. Than hạt mịn ("than biển") có thể trộn cùng lớp lót đất sét sao cho khi nung nóng thì than phân rã và lớp lót trở thành bở và dễ vụn hơn, tạo thuận lợi cho việc mở các lỗ tháo kim loại. Lớp lót đáy lò được nén hay 'đầm chặt' với các cửa đáy. Một số lò đứng được lắp đặt các vỏ bao làm mát để giữ cho thành lò được mát và bơm oxy để làm than cốc cháy mãnh liệt hơn.

## Lịch sử

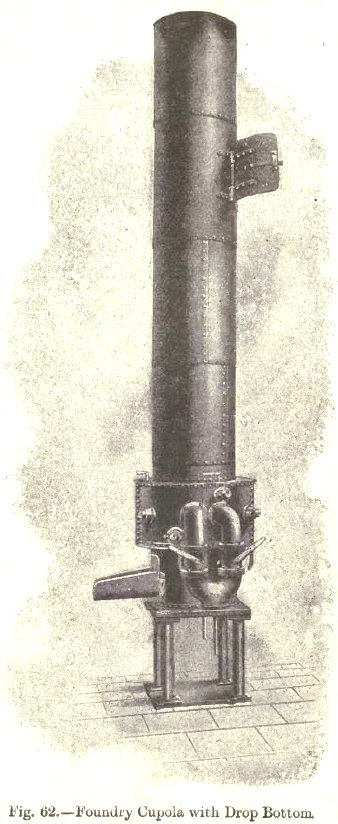
Lò đứng kiểu đáy rơi

Các lò đứng đã được xây dựng tại Trung Quốc có thể là từ thời kỳ Chiến Quốc (403–221 TCN), mặc dù Donald Wagner cho rằng một số quặng sắt được nấu chảy trong lò cao có thể đã được đúc trực tiếp vào khuôn, như các chân đỉnh thu được tại di chỉ Sở mộ Vũ Đài Sơn (雨台山) ở Giang Lăng, Hồ Bắc. Thời nhà Hán (202 TCN – 220) thì phần lớn (nếu như không phải tất cả) sắt/gang thô nấu luyện trong lò cao đều được nấu lại trong lò đứng; nó được thiết kế sao cho luồng thổi lạnh thổi vào từ đáy lò thông qua các ống gió (tuye) di chuyển lên trên về phía đỉnh lò nơi liệu nạp lò (như than củi, sắt phế liệu hay gang thô) được nạp vào, trong quá trình này không khí trở thành luồng thổi nóng trước khi lên tới khu vực thuộc phần gần đáy lò nơi sắt nóng chảy và sau đó được tháo vào các khuôn thích hợp để đúc. Lò đứng hiện đại được nhà khoa học kiêm nhà côn trùng học người Pháp là René-Antoine Ferchault de Réaumur (1683-1757) xây vào khoảng năm 1720.

## Vận hành

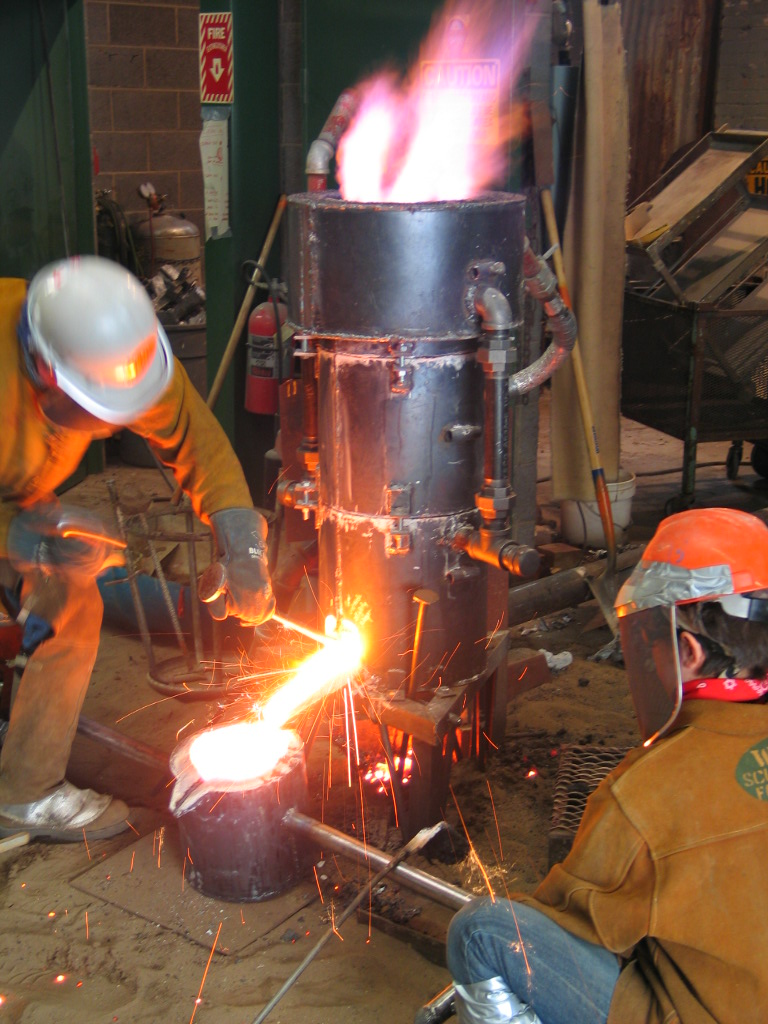
Một lò đứng đang vận hành tại Đại học bang lập Wayne ở Detroit, bang Michigan.

Để bắt đầu vận hành sản xuất hay một 'chiến dịch sản xuất', lò được xếp các lớp than cốc và nhóm lửa bằng đuốc. Một số lò đứng nhỏ có thể nhóm lửa bằng gỗ để làm than cốc bắt cháy. Khi than cốc bắt cháy, không khí được đưa vào các lớp than cốc thông qua các lỗ thông hơi, gọi là ống gió hay tuye, bố trí ở vùng gờ thuộc phần dưới của lò đứng. Gỗ, than củi hay sinh khối cũng có thể được sử dụng làm nhiên liệu đốt lò. Các khí có thể cháy cũng có thể được bổ sung vào không khí và được thổi thông qua lỗ ống gió của lò để bổ sung nhiên liệu đốt lò.
Khi than cốc rất nóng thì các mảnh kim loại rắn được nạp vào lò thông qua lỗ trên đỉnh lò thành từng lớp. Kim loại được nạp xen kẽ với các lớp bổ sung than cốc mới. Đá vôi được thêm vào để làm chất trợ dung. Do nhiệt tăng cao bên trong ống đốt nên kim loại nóng chảy và nhỏ thành giọt qua lớp đáy than cốc để thu thập tại bể ở đáy lò, nằm ngay phía trên các cửa đáy. Trong quá trình nóng chảy thì phản ứng nhiệt động lực học diễn ra giữa nhiên liệu và luồng gió vào. Cacbon trong than cốc kết hợp với oxy trong không khí tạo ra cacbon monoxit và khí này tiếp tục cháy thành cacbon dioxide. Một lượng cacbon nhất định hòa tan vào các giọt kim loại chảy lỏng đang rơi xuống và làm tăng hàm lượng cacbon trong kim loại. Các bánh ferrosilic, ferromangan và silic carbide cũng có thể được thêm vào liệu nạp lò. Với silic carbide nạp lò thì nó bị phân li và cacbon cùng silic hòa tan trong kim loại nóng chảy. Tương tự, ferrosilic và ferromangan cũng nóng chảy và kết hợp với sắt nóng chảy trong bể ở đáy lò đứng. Các bổ sung ferromangan, ferrosilic và silic carbide hay các tác nhân tạo hợp kim khác vào sắt nóng chảy được sử dụng để làm thay đổi thành phần của hợp kim sắt nóng chảy nhằm phù hợp với các nhu cầu khác nhau đối với vật đúc.
Quặng thô kích thước cỡ hạt đậu của các kim loại như sắt, đồng, chì và ngay cả quặng chứa các kim loại quý cũng có thể nấu chảy trong lò đứng hay lò cao.
Người vận hành lò đứng được gọi là "thợ cả lò đứng". Trong quá trình hoạt động của lò đứng kiểu tháo lò thì thợ cả quan sát lượng sắt tăng cao dần trong bể của lò đứng. Khi mức kim loại đủ cao thì thợ cả lò đứng sẽ mở "lỗ tháo kim loại"/"cửa ra kim loại" để kim loại lỏng chảy vào một gầu rót hay một dụng cụ đựng nào đó để chứa kim loại lỏng. Khi lượng kim loại lỏng được tháo kiệt thì "lỗ tháo kim loại" được bịt lại bằng một nút bịt chịu lửa làm từ đất sét.
Thợ cả lò đứng quan sát lò bằng kính ngắm hay thông qua điểm ruồi ở các ống gió. Xỉ sẽ nổi lên trên bể sắt lỏng đang hình thành. Lỗ tháo xỉ nằm cao hơn trên thành lò và thường thì ở phía sau hay ở phía bên của lỗ tháo kim loại. Nó được mở ra để tháo xỉ. Độ nhớt thấp (khi trợ dung phù hợp) nên xỉ lỏng nóng đỏ sẽ dễ dàng chảy ra ngoài. Đôi khi xỉ tháo ra từ lỗ tháo xỉ được thu thập trong một đồ chứa hình chén nhỏ, để làm nguội và cứng lại. Sau đó nó được đập vỡ và kiểm tra bằng mắt. Với các lò đứng có lớp lót chịu lửa có tính axit thì xỉ màu ánh xanh lục nghĩa là trợ dung phù hợp và vừa đủ. Trong các lò đứng có lớp lót chịu lửa có tính base thì xỉ có màu nâu.
Sau khi lò đứng sản xuất đủ lượng kim loại cung cấp cho xưởng đúc thì người ta dừng hoạt động lò, tắt gió vào và trụ chống các cửa đáy được đánh ngã sao cho các tấm cửa đáy với khớp bản lề được mở ra hay 'làm rớt xuống' và các vật liệu còn lại trong lò sẽ rơi xuống phần sàn hay gầu đựng nằm giữa các chân đế. Vật liệu này được làm nguội và sau đó di dời đi. Lò đứng có thể được tái sử dụng nhiều lần. Một 'chiến dịch sản xuất' có thể kéo dài vài giờ, vài ngày, vài tuần hay vài tháng.

## Kiểm soát chất lượng
Trong quá trình sản xuất, các mẫu thử có thể được lấy ra từ khối kim loại nóng chảy và rót vào các khuôn nhỏ. Trong thử nghiệm biến trắng (chill testing) thì các nêm biến trắng thường được rót để giám sát chất lượng sắt kim loại. Các miếng kim loại nhỏ tiết diện hình tam giác này, với kích thước bề rộng khoảng 18 mm (+3/4") × chiều cao khoảng 38 mm (1+1/2") được để nguội cho đến khi kim loại đông đặc. Sau đó chúng được tách ra khỏi khuôn cát và tôi trong nước với phần rộng và dày được tôi trước. Sau khi được làm nguội theo cách này thì các nêm này được phá vỡ và người ta đánh giá màu sắc của kim loại. Vết vỡ điển hình sẽ có màu ánh trắng về phía vùng mỏng của nêm và màu ánh xám về phía bề rộng. Độ rộng của nêm tại điểm chia ranh giới giữa vùng màu trắng với vùng màu xám được đo đạc và so sánh với các kết quả thông thường đối với các mức cường độ kéo (độ bền kéo) cụ thể của sắt/gang. Phương pháp trực quan này là một biện pháp kiểm soát chất lượng.